# 1611 az irodalomban
Az 1611. év az irodalomban.

## Új művek

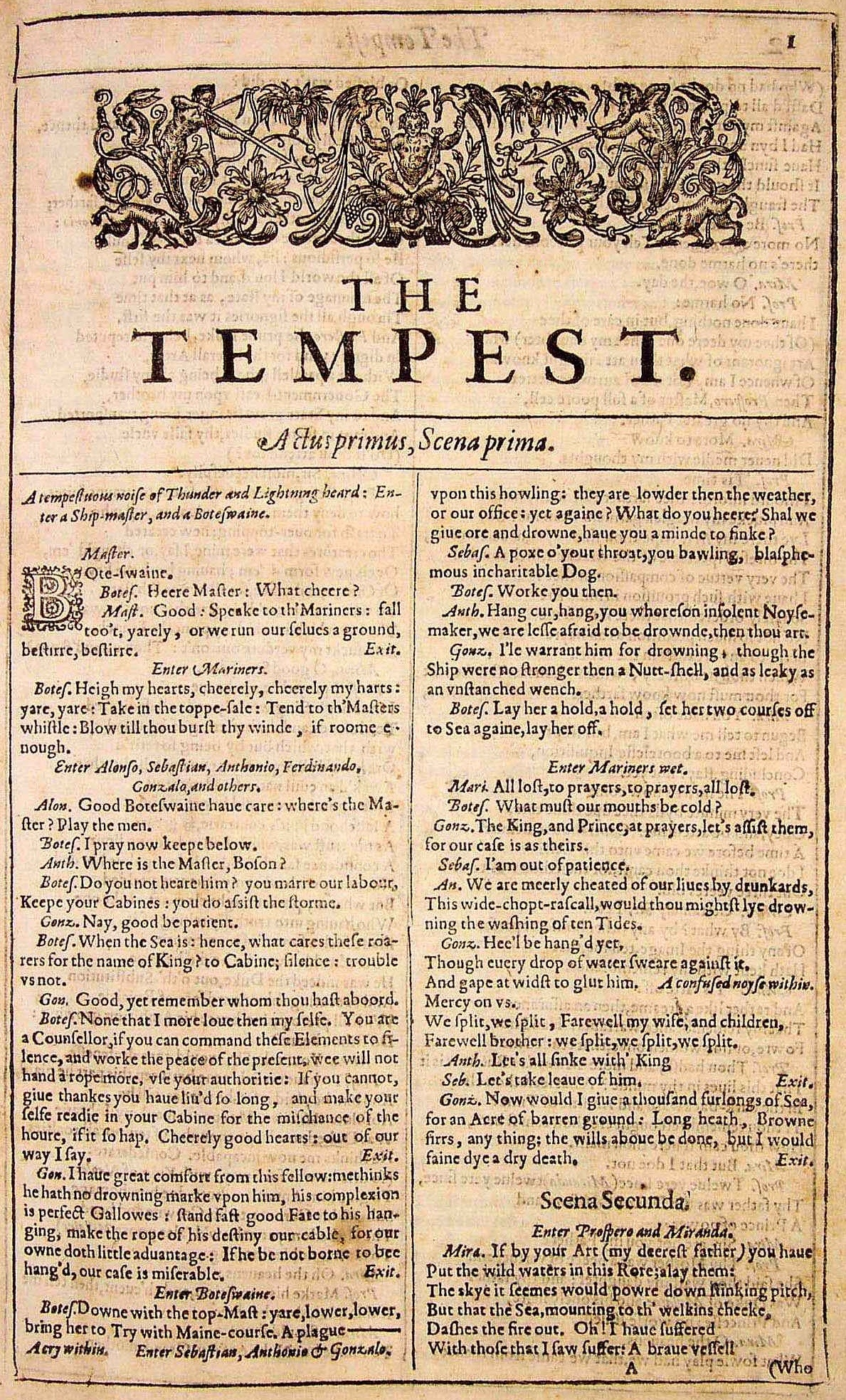
A vihar első kiadása (1623)

- John Donne elbeszélő költeménye: An Anatomy of the World (A világ anatómiája).

### Dráma
- november 1. – William Shakespeare A vihar (The Tempest) című drámájának bemutatója Londonban.
- Nyomtatásban, angol szerzőktől:
  - Ben Jonson tragédiája: Catiline His Conspiracy (Catilina összeesküvése)
  - Cyril Tourneur The Atheist's Tragedy (Az ateista tragédiája)
  - Thomas Dekker és Thomas Middleton vígjátéka: The Roaring Girl (A bolond lány)
  - George Chapman vígjátéka: May Day (Május elseje).

## Születések
- szeptember 8. – Johann Friedrich Gronovius német klasszika-filológus, fordító, latin klasszikusok műveinek kiadója († 1671)